# 33 Pułk Piechoty Obrony Krajowej

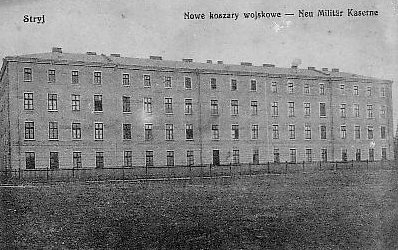
Koszary piechoty w Stryju

Pułk Piechoty Obrony Krajowej Stryj Nr 33 – pułk piechoty cesarsko-królewskiej Obrony Krajowej.

## Historia pułku
Pułk został utworzony w Stryju w 1901 jako niemiecki pułk Obrony Krajowej. Okręg uzupełnień Obrony Krajowej Stryj, Sambor.
Kolory pułkowe: trawiasty (grasgrün), guziki srebrne z numerem pułku „33”. W lipcu 1914 roku skład narodowościowy pułku: 73% - Rusini.
W latach 1903–1909 komenda pułku oraz wszystkie bataliony oprócz III w Stryju, III batalion w Samborze. W latach 1910–1914 komenda pułku oraz wszystkie bataliony w Stryju. Koszary jednostki powstały na Szumlańszczyznie.
W sierpniu 1914 roku pułk wchodził w skład 89 Brygady Piechoty Obrony Krajowej należącej do 45 Dywizji Piechoty Obrony Krajowej, X Korpus Austro-Węgier.
W czasie I wojny światowej pułk wziął udział w walkach z Rosjanami w 1915 roku w Galicji, największe straty w ludziach poniósł w okolicach Magury Małastowskiej 2 maja 1915 roku. Żołnierze pułku są pochowani m.in. na cmentarzach: Cmentarz wojenny nr 34 – Ołpiny, Cmentarz wojenny nr 303 – Rajbrot, Cmentarz wojenny nr 77 – Ropica Ruska, Cmentarz wojenny nr 65 – Małastów-Kornuta.
11 kwietnia 1917 roku pułk został przemianowany na Pułk Strzelców Nr 33 (niem. Schützen Regimenter Nr 33).

## Żołnierze
Komendanci pułku
- 1903–1906 – płk Amand Wawra
- 1908–1909 – płk Robert Drda
- 1910 – płk Ferdinand Kück
- 1911–1913 – płk Oskar Zawadil
- 1914 – płk Ludwig Hromatka

Oficerowie
- ppłk SG Jan Thullie
- mjr Mykoła Marynowycz – komendant kadry batalionu zapasowego (od 1912)
- kpt. Rudolf Blum
- kpt. Jarosław Powroźnicki
- por. Alfred Bisanz
- ppor. rez. Leon Buśko
- ppor. rez. Józef Halka (w latach 1901–1902)
- ppor. rez. Zygmunt Hołobut
- ppor. rez. Emil Schuller
- ppor. rez. Bolesław Feliks Stachoń
- ppor. nieakt. Józef Zołoteńki